# Zuzana Liová
Zuzana Liová (* 7. Oktober 1977 in Žilina, Tschechoslowakei) ist eine slowakische Drehbuchautorin, Regisseurin und Dramaturgin.

## Leben
Die in Žilina geborene Zuzana Liová studierte an der Hochschule für Musische Künste Bratislava, wo ihre Hauptfächer Drehbuch und Dramaturgie waren. Nach ihrem Studium arbeitete sie als Dramaturgin beim Slovenská televízia und produzierte mit den Film Ticho, welcher 2005 veröffentlicht wurde, für die Fernsehgesellschaft auch ihr Regie- und Drehbuchdebüt. Im Jahr 2011 veröffentlichte sie den Film Dom (slowakisch) oder Dům (Tschechisch), welcher auch unter dem internationalen Titel The House bekannt ist. Das Drama, bei welchen Zuzana Liová sowohl Regie führte als auch das Drehbuch schrieb, wurde bei den Internationalen Filmfestspielen Berlin 2011 in der Sektion Forum gezeigt. Im selben Jahr wurde der Film zudem auf dem Internationalen Filmfestival Karlovy Vary gezeigt. Aktuell (Stand: März 2024) arbeitet Zuzana Liová als Assistenzprofessorin an der Filmfakultät der Hochschule für Musische Künste Bratislava.